# 清俗纪闻
清俗纪闻是一部中国风俗百科图典，模仿對象是三才圖會，作者是日本长崎人中川忠英。該书并非根据有关历史文献編撰而成，而是作者出任长崎布政使期间，邀请当时苏州、湖州、杭州、嘉兴和福建省等地旅居当地经商的孟世泰、蒋恒、顾镇等闽浙一带的7位商人口述故里风土人情，由16位翻译记录的同时，还请两名画工根据口述情形绘制成图像，然后整理，分类编订成书。清俗纪闻大约成书于日本宽政十一年（1799年）。日本平凡社东洋文库藏有此书。
全书按照礼、乐、射、御、书、数（六艺）的順序，总分为礼帙、乐帙、射帙、御帙、书帙、数帙六冊，以及年中行事、居家、冠服、饮食制、间学、生诞、冠礼、婚礼、宾客、鹤旅行李、丧礼、祭礼、僧徒等共13卷。除序跋和少量文字说明外，全书主要是有关这些内容的600余幅白描图。清俗纪闻的第四卷专记饮食，详细记载了福建饮食品种及其烹调方法。

## 構成
全書共6冊、13卷：
- 卷一：年中行事　(第一冊 礼帙)
- 卷二：居家　(第二冊 樂帙)
- 卷三：冠服　(第三冊 射帙)
- 卷四：飲食　(第三冊 射帙)
- 卷五：閭学　(第三冊 射帙)
- 卷六：生誕　(第四冊 射帙)
- 卷七：冠礼　(第四冊 御帙)
- 卷八：婚礼　(第四冊 御帙)
- 卷九：賓客　(第五冊 書帙)
- 卷十：羈旅　(第五冊 書帙)
- 卷十一：喪礼　(第五冊 書帙)
- 卷十二：祭礼　(第六冊 数帙)
- 卷十三：僧徒　(第六冊 数帙)